# Ligue 2 2023/24
Die Ligue 2 2023/24 (auch nach dem Sponsor, Balkrishna Industries, Ligue 2 BKT) war die 85. Austragung der zweithöchsten französischen Fußballliga. Sie begann am 5. August 2023 und endete am 17. Mai 2024.
Aufgrund der Reduzierung der Ligue 1 in der Saison 2023/24 waren dort vier Vereine abgestiegen. Aus der National (D3) kamen zwei Aufsteiger.
Am Saisonende stiegen die besten zwei Teams direkt in die Ligue 1 auf, während die Vereine auf den Plätzen drei bis fünf mit dem 16. der Ligue 1 einen weiteren Platz in der obersten Klasse ausspielen wird. Vier Vereine stiegen am Ende der Saison in die National (D3) ab, da die Anzahl der Vereine von 20 auf 18 reduziert wurde.

## Teilnehmer
Für die Ligue 2 2023/24 hatten sich folgende Mannschaften qualifiziert:
- die vier festen Absteiger aus der Ligue 1 2022/23:
  -  AJ Auxerre
  -  AC Ajaccio
  -  ES Troyes AC
  -  SCO Angers
- die verbliebenen Mannschaften der Ligue 2 2022/23:
  -  SC Amiens
  -  FC Annecy
  -  SC Bastia
  -  Girondins Bordeaux
  -  SM Caen
  -  Grenoble Foot
  -  EA Guingamp
  -  Stade Laval
  -  Paris FC
  -  FC Pau
  -  US Quevilly
  -  AF Rodez
  -  AS Saint-Étienne
  -  FC Valenciennes
- die beiden Aufsteiger aus der National 1 2022/23:
  -  US Concarneau
  -  USL Dunkerque

## Abschlusstabelle
| Pl.             | Verein               | Sp. | S  | U  | N  | Tore    | Diff. | Punkte |
| --------------- | -------------------- | --- | -- | -- | -- | ------- | ----- | ------ |
| 1.              | AJ Auxerre (A)       | 38  | 21 | 11 | 6  | 072:360 | +36   | 74     |
| 2.              | SCO Angers (A)       | 38  | 20 | 8  | 10 | 056:420 | +14   | 68     |
| 3.              | AS Saint-Étienne     | 38  | 19 | 8  | 11 | 048:310 | +17   | 65     |
| 4.              | AF Rodez             | 38  | 16 | 12 | 10 | 062:510 | +11   | 60     |
| 5.              | Paris FC             | 38  | 16 | 11 | 11 | 049:420 | +7    | 59     |
| 6.              | SM Caen              | 38  | 17 | 7  | 14 | 051:450 | +6    | 58     |
| 7.              | Stade Laval          | 38  | 15 | 10 | 13 | 040:450 | −5    | 55     |
| 8.              | SC Amiens            | 38  | 12 | 17 | 9  | 036:360 | ±0    | 53     |
| 9.              | EA Guingamp          | 38  | 13 | 12 | 13 | 044:400 | +4    | 51     |
| 10.             | FC Pau               | 38  | 13 | 12 | 13 | 060:570 | +3    | 51     |
| 11.             | Grenoble Foot        | 38  | 13 | 12 | 13 | 043:440 | −1    | 51     |
| 12.             | Girondins Bordeaux 1 | 38  | 14 | 9  | 15 | 050:520 | −2    | 50     |
| 13.             | SC Bastia 2          | 38  | 14 | 9  | 15 | 044:480 | −4    | 50     |
| 14.             | FC Annecy            | 38  | 12 | 10 | 16 | 049:500 | −1    | 46     |
| 15.             | AC Ajaccio (A)       | 38  | 12 | 10 | 16 | 035:460 | −11   | 46     |
| 16.             | USL Dunkerque (N)    | 38  | 12 | 10 | 16 | 036:520 | −16   | 46     |
| 17.             | ES Troyes AC (A)     | 38  | 9  | 14 | 15 | 042:500 | −8    | 41     |
| 18.             | US Quevilly          | 38  | 7  | 17 | 14 | 051:550 | −4    | 38     |
| 19.             | US Concarneau (N)    | 38  | 10 | 8  | 20 | 039:570 | −18   | 38     |
| 20.             | FC Valenciennes      | 38  | 6  | 11 | 21 | 026:540 | −28   | 29     |
| Stand: Endstand |                      |     |    |    |    |         |       |        |

Platzierungskriterien: 1. Punkte – 2. Tordifferenz – 3. Direkter Vergleich (Punkte, Tordifferenz, geschossene Tore) – 4. geschossene Tore – 5. Auswärtstore
| Zum Saisonende 2023/24: |                                        |
| Aufstieg in die Ligue 1 2024/25 Teilnahme an den Aufstiegs-Play-offs um den Aufstieg in die Ligue 1 2024/25 Abstieg in die National 2024/25 3 |                                        |
| |                                        |
| Zum Saisonende 2022/23: |                                        |
| (A) | Absteiger aus der Ligue 1 2022/23      |
| (N) | Neuaufsteiger aus der National 2022/23 |

## Relegation
Teilnehmer an den Relegationsspielen um einen Platz für die folgende Ligue 1 Saison 2024/25 waren drei Vereine aus der diesjährigen Ligue 2. Hinzu kam der Verein auf Platz 16 aus der diesjährigen Ligue 1. Der Sieger in der ersten und zweiten Runde wurde in einem Spiel bestimmt, während die dritte Runde in zwei Spielen ausgetragen wurde. In der ersten Runde trafen sich die Mannschaften die am Saisonende der Ligue 2 auf den Plätzen 4 und 5 befanden aufeinander. Danach spielte der Sieger dieses Spiels in der zweiten Runde gegen den Dritten aus der Ligue 2. Die letzte Runde wurde zwischen dem Verein auf Platz 16 aus der Ligue 1 und dem Sieger der zweiten Runde ausgetragen. Der Sieger der dritten Runde erhielt einen Platz für die neue Saison in der Ligue 1.
Erste Runde
Das Spiel fand am 21. Mai 2024 statt.
|          | Ergebnis                         |          |
| -------- | -------------------------------- | -------- |
| AF Rodez | 2:2 n. V. (2:2, 2:1) (3:2 i. E.) | Paris FC |

Zweite Runde
Das Spiel fand am 24. Mai 2024 statt.
|                  | Ergebnis  |          |
| ---------------- | --------- | -------- |
| AS Saint-Étienne | 2:0 (0:0) | AF Rodez |

Dritte Runde
Die Spiele wurden am 30. Mai und 2. Juni 2024 ausgetragen.
|                  | Gesamt |         | Hinspiel | Rückspiel |
| ---------------- | ------ | ------- | -------- | --------- |
| AS Saint-Étienne | 4:3    | FC Metz | 2:1      | 2:2       |

## Auszeichnungen
Am 13. Mai 2024 ehrte die französische Fußballspieler-Gewerkschaft UNFP mit den Trophées UNFP du football die besten Fußballer, Trainer und Schiedsrichter der Spielzeit.
| Auszeichnung              | Gewinner                                         | Verein                                           |
| ------------------------- | ------------------------------------------------ | ------------------------------------------------ |
| Spieler des Jahres        | Gauthier Hein                                    | AJ Auxerre                                       |
| Torhüter des Jahres       | Gautier Larsonneur                               | AS Saint-Étienne                                 |
| Tor des Jahres            | Irvin Cardona                                    | AS Saint-Étienne                                 |
| Trainer des Jahres        | Christophe Pélissier                             | AJ Auxerre                                       |
| Schiedsrichter des Jahres | Nicolas Rainville, Florian Goncalves (Assistent) | Nicolas Rainville, Florian Goncalves (Assistent) |

Team des Jahres: Gautier Larsonneur (AS Saint-Étienne) – Paul Joly (AJ Auxerre), Anthony Briançon (AS Saint-Étienne), Jubal (AJ Auxerre), Ali Abdi (SM Caen) – Gauthier Hein (AJ Auxerre), Himad Abdelli (SCO Angers), Ilan Kebbal (Paris FC) – Gaëtan Perrin (AJ Auxerre), Alexandre Mendy (SM Caen), Loïs Diony (SCO Angers)